# پارافیلم

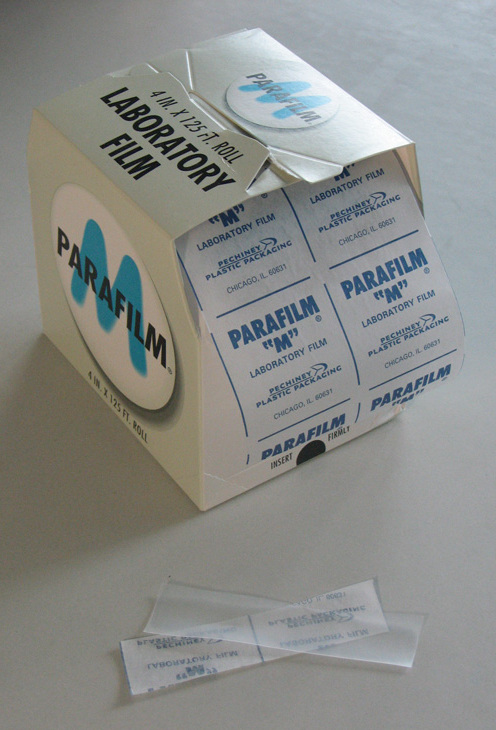
یک جعبه کارتن با پارافیلم.

پارافیلم یک فیلم نیمه شفاف و انعطاف‌پذیر است که از ترکیبی از موم‌ها و پلی اولفین‌ها تشکیل شده است. این یک ترموپلاستیک انعطاف‌پذیر، چکش خوار، غیر سمی، بی‌بو است. پارافیلم از زمان تصاحب شرکت بمیس در سال ۲۰۱۸ توسط شرکت آمکور ساخته شده است و در دو رنگ طبیعی (بی‌رنگ) و بنفش موجود است.
پارافیلم M معمولاً در آزمایشگاه‌های مراقبت‌های بهداشتی، دارویی و تحقیقاتی برای پوشاندن یا آب‌بندی ظروف مانند فلاسک‌ها، کووت‌ها، لوله‌های آزمایش، بشر، ظروف پتری و غیره استفاده می‌شود.
از آنجایی که پارافیلم M هنگام گرم شدن سریع ذوب می‌شود، برای استفاده در اتوکلاو ایمن نیست. همچنین در بسیاری از حلالهای آلی محلول است.

## کاربردها

### حشره‌شناسی
حشره شناسان از Parafilm M به عنوان غشایی برای تغذیه حشرات خون‌خوار مانند پشه‌ها و ساس‌ها که در آزمایشگاه پرورش می‌یابند، استفاده کرده‌اند.

### میکروسیال‌ها
یکی از کاربردهای Parafilm M ساخت دستگاه‌های میکروسیال مبتنی بر کاغذ است. دستگاه‌های میکروسیال مبتنی بر کاغذ روشی مناسب برای ساخت دستگاه‌های تشخیصی کم‌هزینه در نقاط مراقبتی برای کشورهای در حال توسعه و مناطقی هستند که ابزار دقیق پزشکی گران‌قیمت در دسترس نیستند. دستگاه‌های میکروسیال دیجیتال همچنین می‌توانند از آن به عنوان عایق الکترود و لایه آبگریز استفاده کنند

### بسته‌بندی گیاهان
گل‌فروشان از پارافیلم استم روپ برای افزایش عمر گل با محافظت از رطوبت در ساقه به عنوان نوار گل استفاده می‌کنند.

## محصولات مشابه
محصول مشابه اما در حال حاضر متوقف شده، فیلم Sealon فوجی است. یکی دیگر از محصولات مشابه Seal-R-Film است.